# Jardín Botánico de Brooklyn
El Jardín Botánico de Brooklyn en inglés: Brooklyn Botanic Garden (BBG), es un jardín botánico y arboreto de 21 hectáreas (52 acres) de extensión en Brooklyn, Nueva York, EE. UU.
El jardín se encuentra adyacente a la histórica comunidad de Park Slope. 
Es miembro del BGCI y presenta trabajos para la International Agenda for Botanic Gardens in Conservation. 
El código de identificación del Brooklyn Botanic Garden como miembro del "Botanic Gardens Conservation International" (BGCI), así como las siglas de su herbario es BKL.

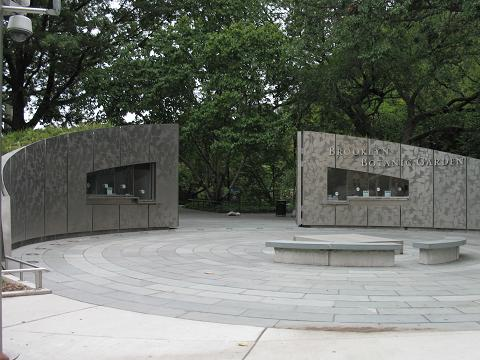
Puerta de entrada al jardín botánico de Brooklyn por la parte este.

## Localización
El jardín botánico se encuentra a unos 20 minutos del centro de Manhattan por suburbano.
Brooklyn Botanic Garden, 1000 Washington Avenue, Brooklyn, Kings county, New York 11225 United States of America-Estados Unidos de América
Planos y vistas satelitales.40°40′7.32″N 73°57′52.92″O / 40.6687000, -73.9647000
- Altitud: 28.90 m s. n. m.
- Promedio Anual de Lluvias: 1140 mm

El jardín botánico acoge cada año a unos 700.000 visitantes procedentes no solo de Nueva York, sino de todo el mundo.

## Historia
En el año de 1897 la cámara del estado de Nueva York reserva 39 acres para la creación de un jardín botánico, siendo fundado en 1910 y su primer director el Dr. Charles Stuart Gager. 
Se crea el jardín japonés del estanque y la colina en 1915, siendo diseñado por el arquitecto del paisaje Takeo Shiota. Poco después en 1916, se crea la rocalla.
Comienza la construcción en 1927 del jardín de Cranford Rose, regalo del Sr. y señora Walter V. Cranford. 
En 1939 se abre al público el jardín de Osborne, regalo de la señora Sade Elisabeth Osborne. 
En 1941 se hace una plantación de cerezos de 'Kwanzan' en la Explanada, regalo de un auxiliar. En 1945, se publica el primer manual del BBG, de como cultivar un huerto. En 1955 se diseña el jardín de la fragancia, por la arquitecta de paisaje Alicia R. Ireys. 

## Colecciones
El jardín botánico alberga unos 10.000 taxones de plantas e incluye una serie de jardines especializados dentro del jardín, con las colecciones de plantas, y el invernadero de Steinhardt,(que contiene el museo de C.V. Starr Bonsai, tres pabellones de plantas según clima, una casa acuática, y una galería de arte). 
Entre las colecciones de plantas del BBG se incluyen:

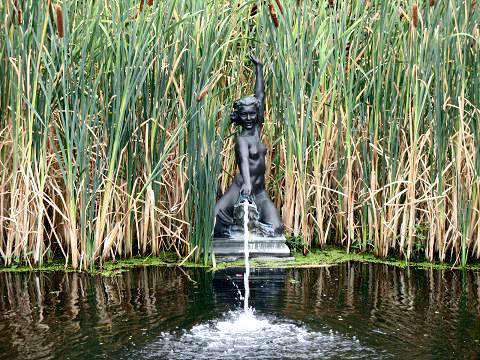
Fuente en la Cherry Esplanade.

- « Cherry Esplanade » (Explanada de los Cerezos)

El jardín tiene más de 200 árboles de cerezos de 42 especies asiáticas y de variedades cultivares, haciéndole uno de los primeros lugares donde ver las floraciones de estos cerezos fuera de Japón. Los primeros cerezos fueron plantados en el jardín después de la Primera Guerra Mundial, un regalo del gobierno japonés. Cada primavera cuando los árboles están en la floración, se lleva a cabo en el BBG, un festival de un mes de duración de ver la floración de los cerezos llamado Hanami, culminando en una celebración de un fin de semana llamada Sakura Matsuri. Los cerezos se encuentran en la Cherry Esplanade, en el Cherry Walk, en el jardín japonés, y en muchas otras localizaciones dentro del jardín. Dependiendo de las condiciones atmosféricas, los cerezos de flor asiáticos, florecen a partir de finales de marzo o principios de abril hasta mediados de mayo. Las muchas diversas especies florecen en días levemente distintos, y la secuencia se sigue en línea, en el reloj de la cereza, en la página Web del BBG.

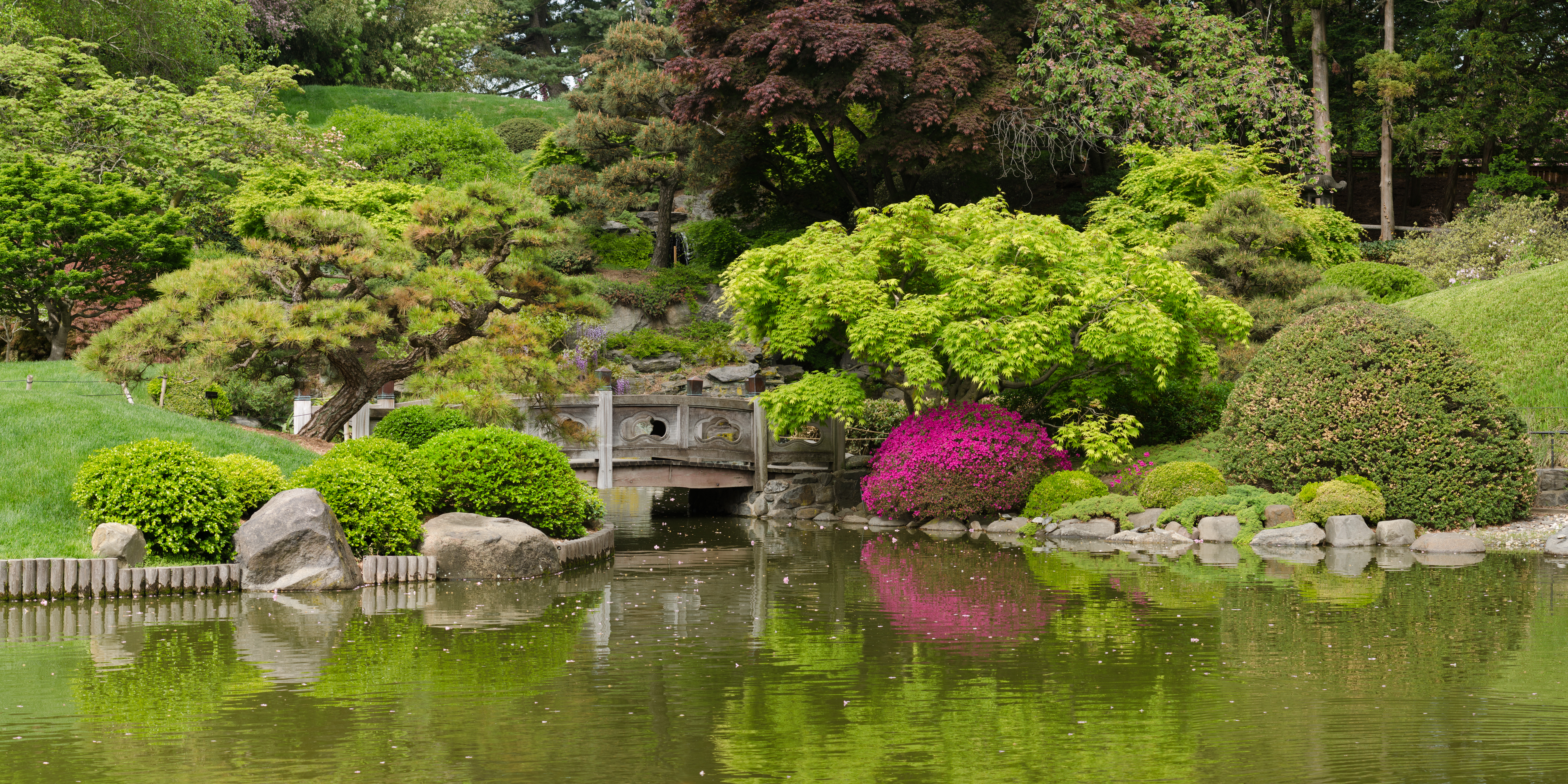
El jardín japonés, Hill-and-Pond Garden.

- « The Japanese Hill-and-Pond Garden » (Jardín Japonés del Estanque y la Colina)

El jardín japonés del estanque y la Colina del BBG era el primer jardín japonés que se creara en un jardín público americano. Fue construido entre 1914 y 1915 con un coste de $13 000, un regalo del benefactor del BBG administrador Alfred T. White, y se abrió al público por vez primera en junio del 1915. Pasa por ser la obra maestra de su creador, el diseñador paisajista japonés Takeo Shiota (1881-1943). Shiota que nació en una pequeña aldea japonesa a unas 40 millas de Tokio, y en su juventud pasó varios años atravesando Japón a pie para explorar su paisaje natural. Emigró a los Estados Unidos en 1907.
El jardín es una mezcla del antiguo estilo del estanque y la colina y del estilo más moderno de jardín de paseo, en los cuales las varias características del paisaje se revelan gradualmente a lo largo de las trayectorias de las sendas. Sus tres acres contienen colinas, una cascada, una charca, y una isla, todas construidas artificialmente. Las rocas cuidadosamente colocadas también desempeñan papeles preponderantes. Entre los elementos arquitectónicos del jardín están los puentes de madera, linternas de piedra, un pabellón mirador, un torii o entrada, y capilla de Shinto. Una restauración del jardín en 2000 fue reconocida con la concesión en el 2001 del galardón « New York Landmark Conservancy's 2001 Preservation Award ».

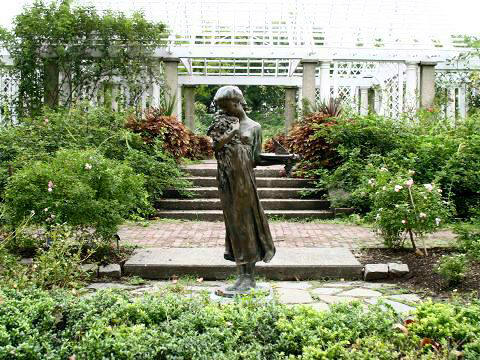
Rosaleda en el Cranford Rose Garden.

- « The Cranford Rose Garden » (Rosaleda Cranford)

En 1927, Walter V. Cranford, un ingeniero de la construcción cuya empresa diseñó muchos de los túneles del subterráneo de Brooklyn, donó $15.000 al BBG para la creación de una rosaleda. Las excavaciones revelaron un viejo camino de detritus de rocas glaciares dos pies por debajo de la superficie y toneladas de rocas de un antiguo glaciar, que tuvieron que transportar lejos en remolques tirados por caballos. 
La rosaleda Cranford abrió en junio de 1928. Fue diseñada por Harold Caparn, arquitecto del paisaje, y por Montague Free horticultor jefe. Muchas de las plantas originales todavía están en el jardín actualmente. Hay sobre unos 5.000 arbustos de casi 1.400 clases de rosas, incluyendo especies silvestres, las viejas rosas del jardín, híbridos de rosas del té, grandifloras, floribundas, polyanthas, híbridos perpetuos, trepadores, ramblers, y las rosas miniatura.
- « The Shakespeare Garden » (El Jardín Shakespeare)

Una donación especial de Henry C. Folger, fundador de la biblioteca Folger Shakespeare Library en Washington D. C., permitió la construcción del Shakespeare Garden original en 1925. Desde que se trasladó a un lugar diferente en el botánico, este jardín de campo inglés nos muestra a más de 80 plantas de las que William Shakespeare habla en sus poemas y obras. Las etiquetas de las plantas tienen el nombre que Shakespeare les asignó, su nombre binomial, anotaciones, y en algunos casos una representación gráfica de la planta.
- « The Alice Recknagel Ireys Fragrance Garden » (Jardín de Fragancias Alice Recknagel Ireys)

Adyacente al Shakespeare Garden se encuentra el Fragrance Garden, equipado con paneles de información con signos braille para disminuidos visuales. Creado en 1955 por Alice Recknagel Ireys, una reconocida arquitecta paisajista, este fue el primer jardín del país diseñado teniendo en cuenta a los invidentes. Todos los visitantes son animados a frotar las hojas de las plantas entre sus dedos, para notar sus texturas y oler sus fragancias. Hay cuatro secciones dentro del jardín, cada una de ellas con un tema: (1) plantas para tocar, (2) plantas con hojas olorosas, (3) plantas con flores fragantes, e (4) hierbas culinarias. El jardín es accesible para carros de discapacitados y sus lechos florales se encuentran a la altura apropiada para sus usuarios. Una fuente proporciona el sonido relajante de fondo así como un lugar para lavarse las manos después de tocar las distintas plantas.
- « The Children's Garden » (Jardín de los Niños)

El jardín de los niños del BBG es el jardín especializado para niños en jardín botánico, abierto continuamente desde su creación, más antiguo del mundo. Fue abierto al público en 1914, bajo la dirección de la educadora del BBG Ellen Eddy Shaw y administrado como un jardín comunitario por los propios niños, con cientos de niños registrándose cada año para las plantaciones en el lugar de un acre de extensión. El jardín de los niños del BBG ha servido como modelo para otros similares a lo largo de todo el mundo. 

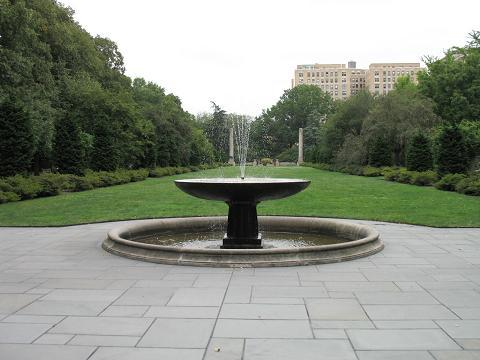
Zona central del Jardín Osborne.

- « Specialty Gardens » (Jardines Especializados)

Son jardines temáticos del BBG, que incluyen: el Discovery Garden (Jardín del Descubrimiento), diseñado por niños; the Herb Garden (Jardín de Hierbas); the Lily Pool Terrace (Terraza del Estanque de los Lirios), que incluye dos grandes estanques de exhibición de lirios de agua, y arriates de plantas anuales y perennes; the Native Flora garden (Jardín de Flora Nativa), el primero en su clase que se hizo en Norteamérica; the Osborne Garden (Jardín Osborne), un jardín de estilo italiano de 3 acres de extensión, y la rocalla diseñada entre 18 bloques de rocas erráticas dejadas atrás por un glaciar durante la Era Glaciar. Una senda de celebridades, rinde homenaje a famosos residentes de Brooklyn tanto pasados como presentes, tal como Barbra Streisand, Woody Allen, y Walt Whitman, con un sendero con las piedras del pavimento grabadas. 
- « Plant Family Collection » (Colección de Plantas por Familias Botánicas)

Está apartado comprende una tercera parte de total del espacio del BBG, incluye plantas y árboles dispuestos por familias para mostrarnos su progresión evolutiva, desde las más primitivas a las evolucionadas más recientemente en el tiempo. Si bien, recientemente los estudios genéticos de las plantas, han cambiado la clasificación de algunos individuos, sus agrupamientos en este espacio, es una excelente introducción para numerosas familias de plantas y sus especies constituyentes. 

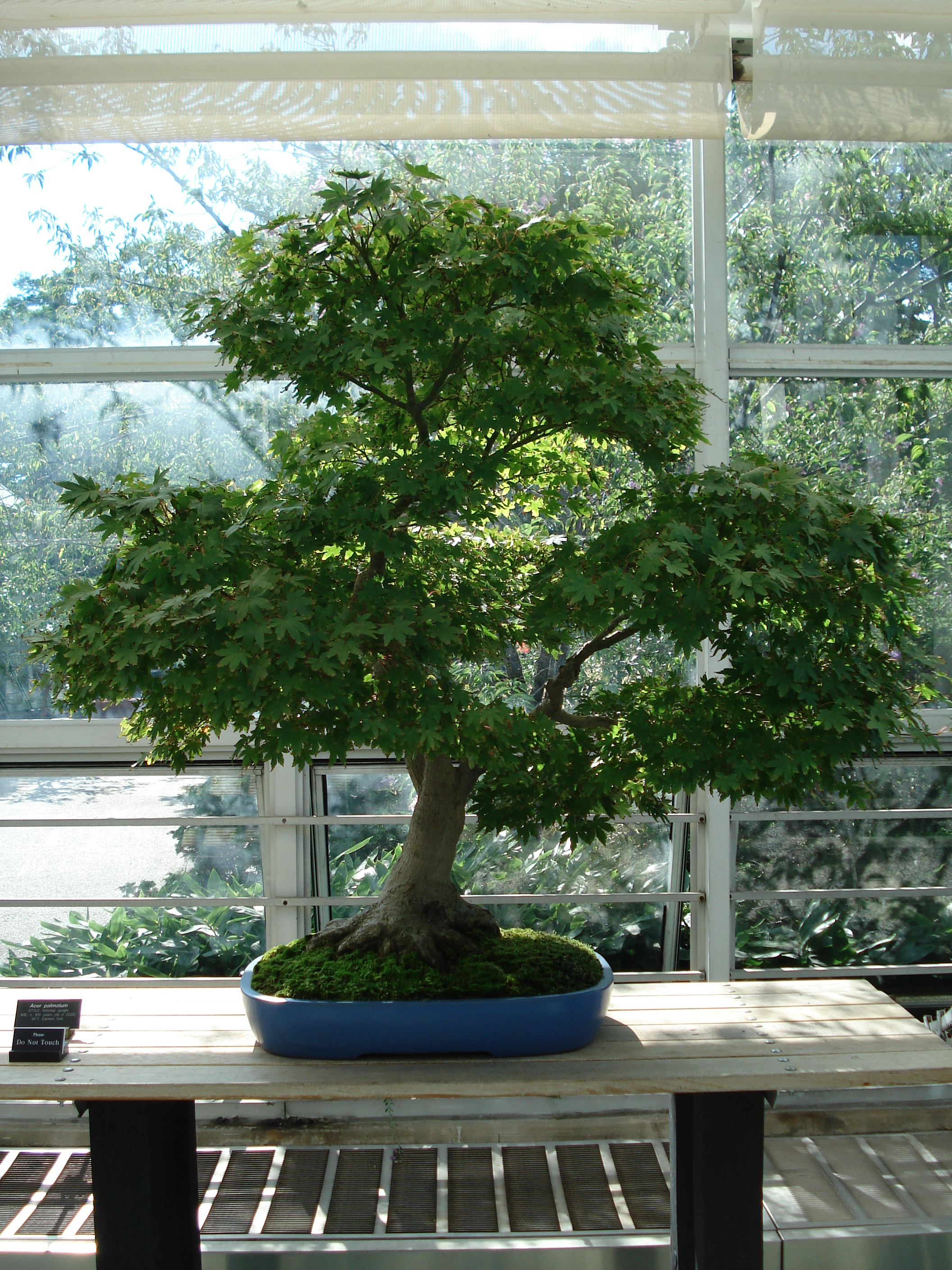
Bonsái de Acer palmatum.

- « Steinhardt Conservatory » (Invernaderos Steinhardt)

El BBG alberga unas extensas colecciones de plantas en el interior de invernaderos con pabellones con temperaturas controladas con representantes de plantas de biotopos tropicales , Mediterráneos, y desérticos. Aquí también se ubica el museo de bonsais « C.V. Starr Bonsai Museum », una de las colecciones más antiguas del país; una galería de arte de exhibiciones temporales; la « Robert W. Wilson Aquatic House » con colecciones de plantas acuáticas tropicales, plantas insectívoras, y orquídeas; y la exposición « Stephen K-M. Tim Trail of Evolution », que nos muestra la historia de la evolución de las plantas y sus efectos en los cambios climáticos a lo largo de 3-1/2 billones de años.

## Actividades
Menos aparentes para cualquier visitante ocasional son los diversos programas de investigación científica que desarrollan en el BBG, educación a la juventud, y horticultura comunitaria.
- Los científicos del Brooklyn Botanic Garden han efectuado el mayor estudio de los existentes sobre la Flora del área Metropolitana de Nueva York, denominado como New York Metropolitan Flora project, o NYMF. El propósito del NYMF es de inventariar y describir todas las plantas vasculares que se desarrollan en la región. Este es el primer inventario de la Flora de la región metropolitana de Nueva York que ha tenido lugar en casi 100 años.

- El herbario del BBG consta de unos 300,000 especímenes de plantas preservadas, particularmente plantas del área metropolitana de Nueva York. Algunos de estos especímenes son del 1818, y conforman una base de datos históricos única, siendo una gran ayuda para los científicos del BBG para llevar un seguimiento de las especies, para analizar la dispersión de las plantas invasivas, y modelar los cambios que han ocurrido en la vegetación de la región metropolitana. También hay unos fondos muy importantes de plantas de la región del Oeste de los Estados Unidos, de las islas Galápagos, Bolivia, y Mauricio.

- Los científicos del BBG están dirigiendo investigaciones sobre la evolución y la clasificación de las plantas, en campos tales como la sistemática de las plantas, y en la taxonomía de las plantas cultivadas, particularmente begonias. Los cinco científicos Ph.D. del BBG son reconocidos expertos en varias familias de plantas, entre las que se incluyen Begoniaceae, Celastraceae, Cyperaceae, Juncaceae, y Scrophulariaceae.

- « Center for Urban Restoration Ecology » (CURE) (Centro para la Restauración de la Ecología Urbana) es el resultado de la colaboración entre el BBG y la Rutgers University. El CURE profundiza en la comprensión de las tramas de la biodiversidad urbana, para usar esta información en la creación de protocolos que conduzcan a una restauración con éxito, de los degradados medioambientes urbanos.

## Programas Educativos
El departamento de Educación del Jardín desarrolla una amplia gama de clases y actos enfocados tanto a usuarios adultos como a niños, y posee cursos para la educación de miles de escolares y grupos de campo a lo largo de todo el año. 
- El Brooklyn Botanic Garden es un miembro fundador de la Brooklyn Academy of Science and the Environment (BASE) (Academia de Ciencias y Medioambiente de Brooklyn), una institución pública de enseñanza superior dedicada al estudio de la ciencia, estudios medioambientales, y ecología urbana que fue abierta al público en el 2003. La institución está administrada por una junta entre los BBG, Prospect Park Alliance, y el New York City Department of Education. La BASE consiguió su primera promoción de graduados en el 2007.

- El programa del BBG « Garden Apprentice Program » (GAP) (Programa de Aprendices de Jardinería), proporciona titulaciones internas para estudiantes en los grados 8 al 12 en jardinería, ciencias de la educación, y en asuntos medioambientales. El programa ofrece entrenamiento a los estudiantes y plazas para los voluntarios con niveles de responsabilidad que van aumentando a lo largo de los cuatro años.

- « Project Green Reach » (Proyecto Alcance Verde), es una escuela enfocada en la ciencia, con un programa que alcanza anualmente a casi 2.500 estudiantes y profesores en escuelas públicas y privadas dentro del radio de los vecindarios adyacentes.

## Comunidad de Horticultura
La « Community Horticulture » (Horticultura de la Comunidad) El programa de horticultura de la comunidad del Brooklyn Botanic Garden, denominado GreenBridge (PuenteVerde), trata de compartir los conocimientos y recursos que posee el BBG con los vecindarios, ofreciendo programas de jardinería y cultivo de un huerto dirigidos a las asociaciones de los bloques de apartamentos, jardines comunitarios, centros de comunidad, y otros grupos. 
El concurso anual « Greenest Block in Brooklyn » (El Bloque más Verde de Brooklyn) anima al embellecimiento del vecindario ofreciendo clases de como plantar los maceteros de las ventanas, como hacer los hoyos para plantar un árbol, y con el reconocimiento de los esfuerzos excepcionales. 
El « Urban Composting Project » (Proyecto de Compostaje Urbano), patrocinado por el Departamento de Sanidad de la Ciudad de Nueva York, ofrece asistencia y recursos a los jardines comunitarios e instituciones para el compostaje de los residuos orgánicos de los jardines de los patios traseros o los jardines individuales.

## Publicaciones del jardín botánico
El BBG ha estado editando publicaciones autorizadas desde 1945, cuando lanzó al mercado la primera serie en EE. UU. de unos populares libros de bolsillo sobre jardinería. Actualmente, el Brooklyn Botanic Garden su edición de All-Region Guides continua suministrando a los jardineros caseros información práctica sobre el diseño de jardines, plantas a cultivar, y las nuevas técnicas de jardinería. Un título reciente, Native Alternatives to Invasive Plants (Plantas Nativas Alternativas a las Plantas Invasoras), el BBG haciendo uso de sus amplios conocimientos sobre las plantas invasoras intenta educar a los jardineros aficionados sobre el problema de estas especies foráneas y, como alternativa, el enriquecimiento del jardín con plantas nativas. 
La página de internet del BBG, ganadora de un galardón, bbg.org, nos muestra el jardín botánico y los programas que mantiene, y nos ofrece información dirigida a los jardineros aficionados en Garden Botany (la Botánica en el Jardín) y Environmental Gardening (Jardinería Medioambiental). Nuevas actualizaciones se añaden cada semana, incluyendo guías interactivas correspondientes a cada estación tal como ID Your Holiday Tree and Cherry Watch, y recursos en línea tal como la Metropolitan Plant Encyclopedia. La colección de diapositivas y fotografías históricas del BBG se puso recientemente a disposición de los usuarios de la red. La página de la red ha sido una de las primeras en cumplir todas las leyes federales requeridas en cuanto a que las tecnologías de la información sean fácilmente accesibles para los discapacitados.

## Información para Visitantes y Recursos de Jardinería
El BBG tiene dos tiendas de regalos, un Centro de Visitantes, un Centro de Recursos de Jardinería, que proporciona servicios de referencia a los jardineros particulares, equipos, y a los horticultores comunitarios profesionales. Durante las temporadas de primavera y verano una terraza al aire libre sirve comidas y refrescos. El invernadero « The Palm House », de estilo Beaux Arts, es un destino popular de bodas y reuniones, donde se ofrecen comidas hasta para 300 invitados. Los grupos de turistas también son atendidos.
El BBG tiene en plantilla a 165 empleados a jornada completa y 90 a tiempo parcial así como a 600 voluntarios. Su presupuesto anual es de $16.2 millones.

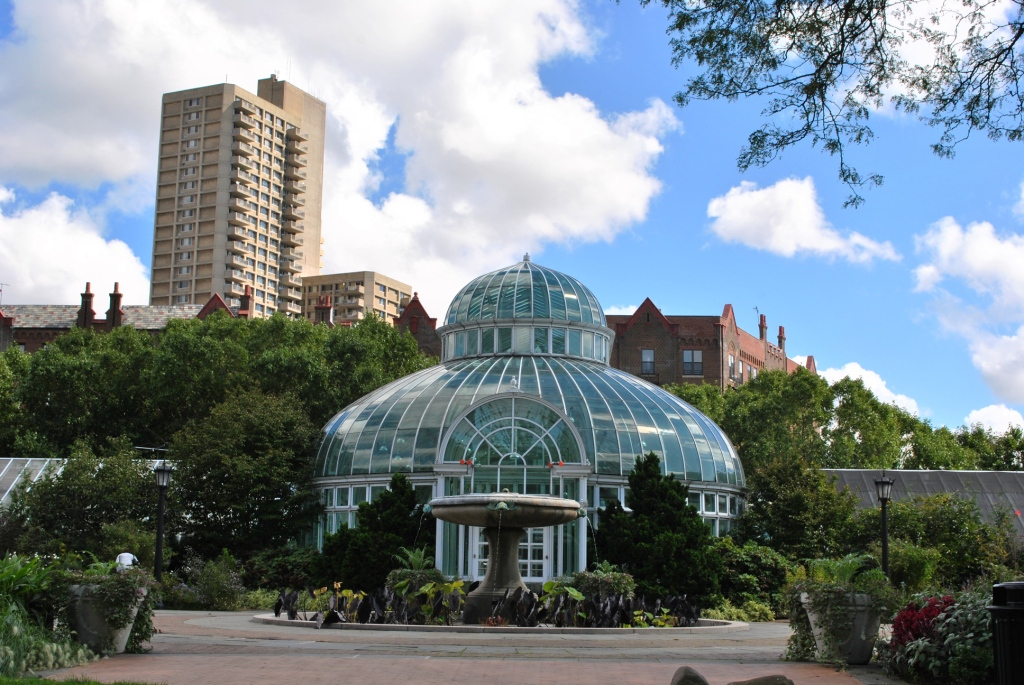
Brooklyn Botanic Garden
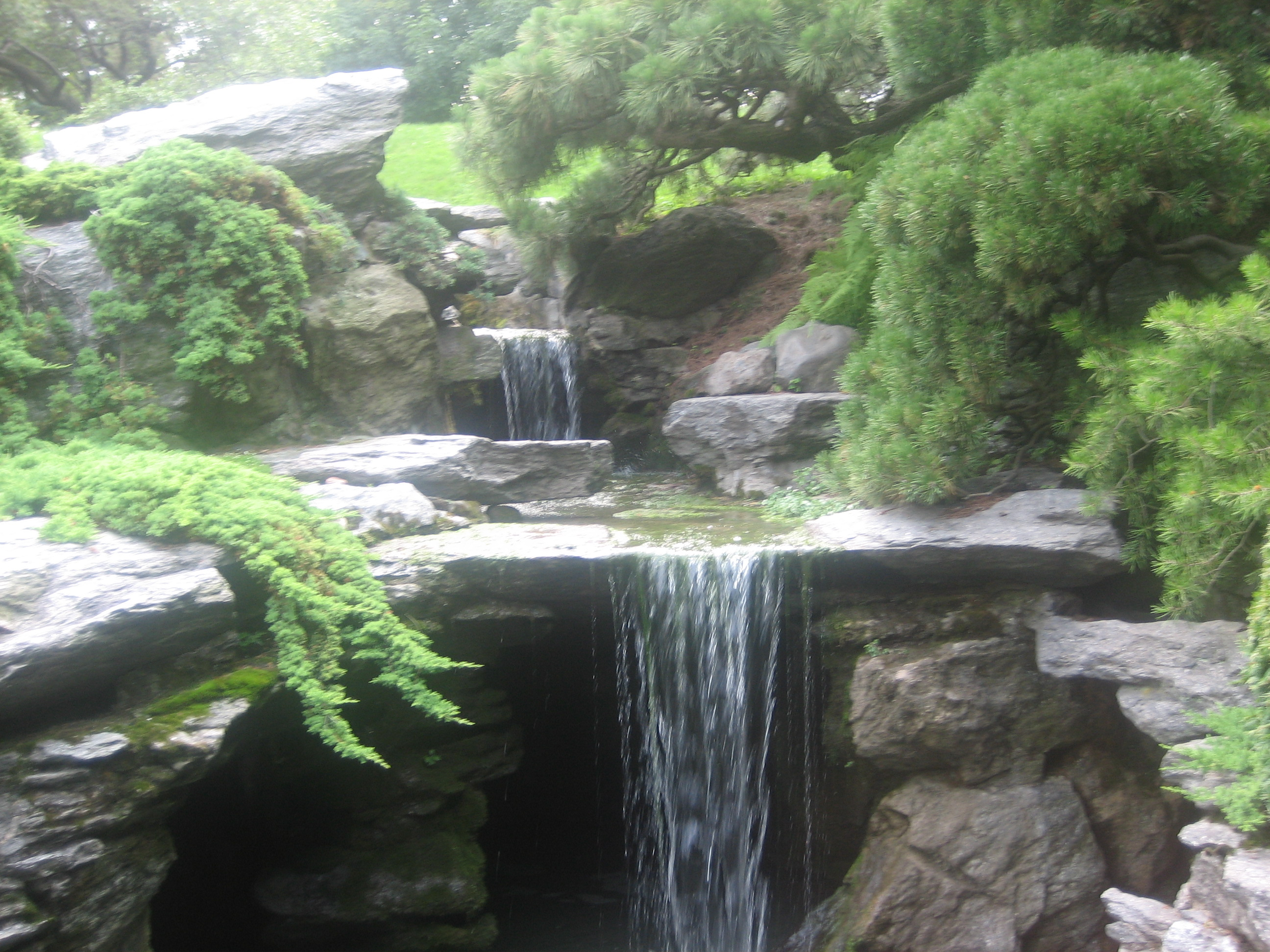
Cascada en el Brooklyn Botanic Garden
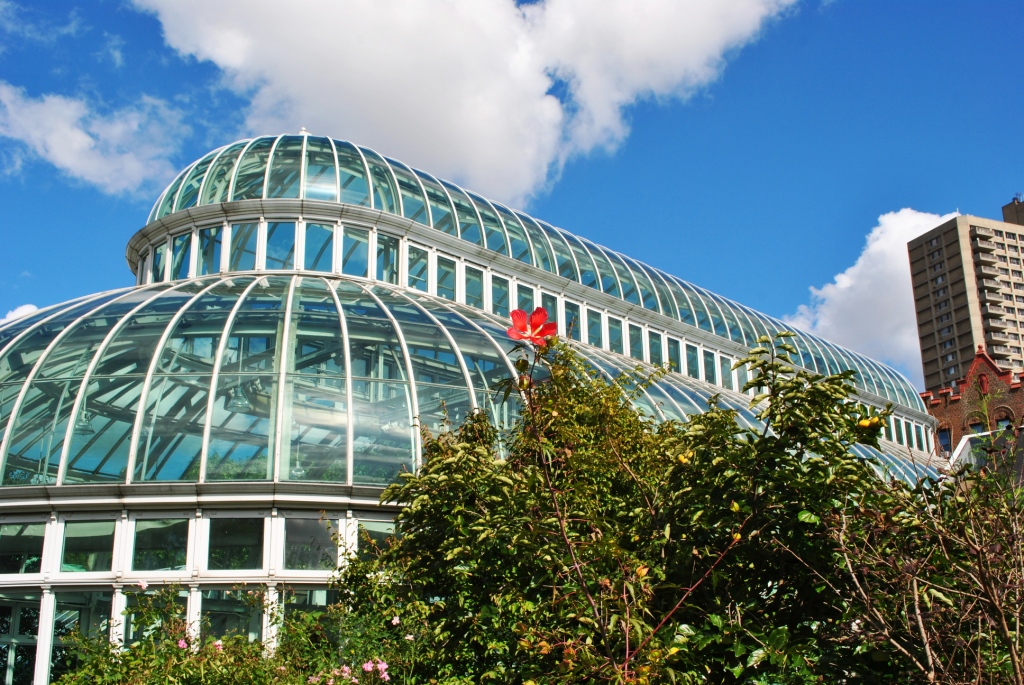
Invernadero en el Brooklyn Botanic Garden
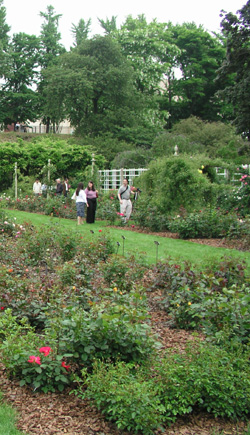
Rosaleda Cranford en el Brooklyn Botanic Garden
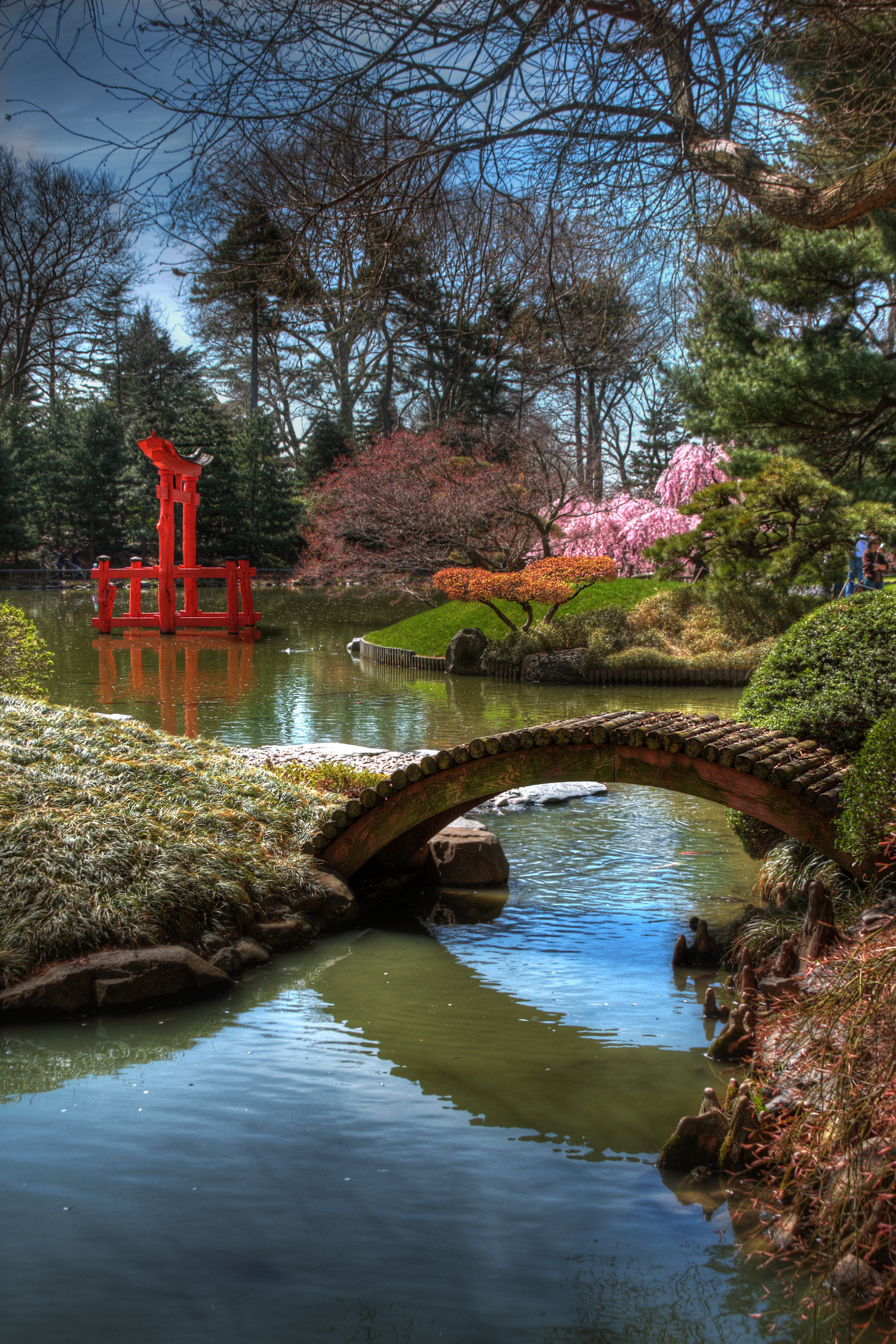
Jardín japonés en el Brooklyn Botanic Garden